# Biomimetic Sciences Institute
La fundació Biomimetic Sciences Institute (fundada com Biomimetic Sciences Institute, el 2018, Barcelona) és una fundació privada espanyola dedicada a la investigació, formació, divulgació i pràctica de la disciplina Biomimètica. El BSI busca crear, implementar i brindar coneixement sobre solucions innovadores inspirades en la naturalesa.
El BSI compta amb una línia editorial i gràfica pròpia, participa en convocatòries del Programa de recerca i innovació de la Unió Europea Horizon 2020 i és membre de la Xarxa Internacional, Interuniversitària i Interinstitucional d'Estudis de Biomímesis (RI3).
El Biomimetic Sciences Institute va ser fundat l’any 2018 pel metge oncòleg Pere Monràs Vinyes, qui prèviament havia desenvolupat la factoria de conceptes, Hèlix3c (2003), per a fomentar l'elaboració de conceptes disruptius; la plataforma tecnològica, Sangakoo (2008), enfocada a l'aprenentatge col·laboratiu; i la marca de difusió, Espora (2016), amb la finalitat de promoure activitats culturals que relacionin ciència i cultura.
El Biomimetic Sciences Institute (BSI) integra les ja citades Hèlix3c, Sangakoo i Espora, i treballa en el camp emergent de la biomimètica, buscant solucions innovadores i bio-inspirades als actuals problemes de la humanitat.
El BSI es dedica a fomentar una visió biomimètica i no-antropocèntrica del món amb l'objectiu de promoure la transició cap a un creixement sostenible pel benestar de les pròximes generacions del planeta Terra. Va ser constituït per aportar el seu coneixement i assessoria en projectes d'investigació científica i desenvolupament tecnològic. A tal fi, l'entitat es va plantejar sustentada en tres principis bàsics:
1. Promoure la investigació bioinspirada.
2. Facilitar i acreditar la ideació, disseny i desenvolupament de solucions biomimètiques.
3. Formar i conscienciar a futurs professionals pel nou escenari mundial que la fundació preveu.

El Biomimetic Sciences Institute participa en convocatòries del Programa de recerca i innovació de la Unió Europea Horizon 2020, abastant àrees com l'arquitectura, la biologia marina i la biotecnologia. Aquestes recerques es desenvolupen tant amb científics propis de la Fundació com amb col·laboradors externs. El BSI ha desenvolupat una aplicació dedicada a l'ensenyament de les matemàtiques, anomenada Sangakoo. Es tracta d'una plataforma, disponible tant en navegador com en app, d'accés gratuït, amb la intenció de portar l'aprenentatge de les matemàtiques als dispositius mòbils dels estudiants i professionals de tot el planeta. El BSI participa en la Xarxa Internacional, Interuniversitària i Interinstitucional d'Estudis de Biomímesis (RI3).